# شهرستان سولنتسفسکی
شهرستان سولنتسفسکی (به لاتین: Solntsevsky District) یک شهرستان در روسیه است که در استان کورسک واقع شده‌است.